# Achille Emana
Achille Emana Edzimbi (Yaoundé, 5 de junho de 1982) é um futebolista camaronês que atua como meia. Atualmente, joga pelo Al-Hilal.

## Carreira
Emana representou o elenco da Seleção Camaronesa de Futebol no Campeonato Africano das Nações de 2010.

## Títulos

### Camarões
- Copa das Confederações de 2003: Vice-campeão